# Исландия на летних Олимпийских играх 2004
Исландия принимала участие в Летних Олимпийских играх 2004 года в Афинах (Греция), но не завоевала ни одной медали. Это была 17-я летняя Олимпиада, в которой участвовала страна. Страну представляли 26 спортсменов (21 мужчина и 5 женщин), которые выступили в пяти видах спорта: гандбол, плавание, лёгкая атлетика, спортивная гимнастика, парусный спорт.

## Результаты соревнований

### Гандбол
Состав сборной
Игры и голы приведены по состоянию на 13 августа 2004 года:
| №  | Позиция       | Имя                       | Дата рождения / возраст   | Рост (см) | Вес | Матчи | Голы | Клуб               |
| -- | ------------- | ------------------------- | ------------------------- | --------- | --- | ----- | ---- | ------------------ |
| 1  | Вратарь       | Роланд Эрадзе             | 7 мая 1971 (33 года)      | 190       | 92  | 19    |      | Валюр              |
| 2  | Линейный      | Роберт Сигхватссон        | 13 ноября 1972 (31 год)   | 190       | 86  | 159   | 239  | Вецлар             |
| 3  | Разыгрывающий | Кристьяун Андрессон       | 27 марта 1981 (23 года)   | 182       | 84  | 8     | 13   | Эскильстуна        |
| 4  | Крайний       | Эйнар Эдн Йоунссон        | 28 декабря 1976 (27 лет)  | 183       | 85  | 95    | 222  | Валлау-Массенхайм  |
| 5  | Линейный      | Сигфус Сигурдссон         | 7 мая 1975 (29 лет)       | 198       | 117 | 79    | 219  | Магдебург          |
| 6  | Разыгрывающий | Дагур Сигурдссон          | 3 апреля 1973 (31 год)    | 193       | 89  | 185   | 355  | Брегенц            |
| 8  | Крайний       | Гильфи Гильфасон          | 22 сентября 1977 (26 лет) | 177       | 78  | 18    | 20   | Вильгельмсхафенер  |
| 9  | Крайний       | Гудйон Валур Сигурдссон   | 8 августа 1979 (25 лет)   | 188       | 84  | 106   | 399  | ТУСЕМ Эссен        |
| 10 | Разыгрывающий | Снорри Стейнн Гудйоунссон | 17 октября 1981 (22 года) | 188       | 82  | 49    | 97   | Гросвалльштадт     |
| 11 | Полусредний   | Оулавюр Стефаунссон       | 3 июля 1973 (31 год)      | 196       | 94  | 197   | 903  | Сьюдад-Реаль       |
| 12 | Вратарь       | Гюдмюндюр Храбнкельссон   | 22 января 1965 (39 лет)   | 190       | 95  | 396   | 0    | Кронау/Эстринген   |
| 13 | Полусредний   | Рунар Сигтриггсон         | 7 апреля 1972 (32 года)   | 194       | 95  | 110   | 100  | Айзенах            |
| 15 | Полусредний   | Аусгейр Эдн Хадльгримссон | 17 февраля 1984 (20 лет)  | 190       | 88  | 24    | 33   | Хаукар             |
| 17 | Полусредний   | Халески Гарсия Падрон     | 28 января 1975 (29 лет)   | 194       | 100 | 21    | 58   | Фриш Ауф Гёппинген |
| 18 | Линейный      | Роберт Гуннарссон         | 22 мая 1980 (24 года)     | 192       | 97  | 30    | 57   | Орхус              |

Групповой этап
Группа А
| Место | Команда          | 1     | 2     | 3     | 4     | 5     | 6     | И | В | Н | П | МЗ  | МП  | РМ  | Очки |
| ----- | ---------------- | ----- | ----- | ----- | ----- | ----- | ----- | - | - | - | - | --- | --- | --- | ---- |
| 1     | Хорватия         |       | 30:22 | 29:26 | 26:25 | 34:30 | 27:26 | 5 | 5 | 0 | 0 | 146 | 129 | +17 | 10   |
| 2     | Испания          | 22:30 |       | 31:30 | 29:26 | 31:23 | 41:28 | 5 | 4 | 0 | 1 | 154 | 137 | +17 | 8    |
| 3     | Республика Корея | 26:29 | 30:31 |       | 35:32 | 34:30 | 23:26 | 5 | 2 | 0 | 3 | 148 | 148 | 0   | 4    |
| 4     | Россия           | 25:26 | 26:29 | 32:35 |       | 34:30 | 28:25 | 5 | 2 | 0 | 3 | 145 | 145 | 0   | 4    |
| 5     | Исландия         | 30:34 | 23:31 | 30:34 | 30:34 |       | 30:25 | 5 | 1 | 0 | 4 | 143 | 158 | −15 | 2    |
| 6     | Словения         | 26:27 | 28:41 | 26:23 | 25:28 | 25:30 |       | 5 | 1 | 0 | 4 | 130 | 149 | −19 | 2    |

| 14 августа 2004 19:30 | Хорватия | 34:30 (16:12) | Исландия | Олимпийский комплекс «Фалиро» Судьи: Франк Лемме, Бернд Ульрих |
| 14 августа 2004 19:30 | Петар Метличич — 8 Игор Вори — 6 Мирза Джомба, Никша Калеб — 5 Горан Шпрем — 4 Ивано Балич — 3 Блаженко Лацкович — 2 Славко Голужа — 1 | Голы          | Оулавюр Стефаунссон — 8 Гудйон Валур Сигурдссон — 7 Халески Гарсия, Сигфус Сигурдссон — 5 Эйнар Эдн Йоунссон — 2 Дагур Сигурдссон, Роберт Гуннарссон, Снорри Стейнн Гудйоунссон — 1 | Олимпийский комплекс «Фалиро» Судьи: Франк Лемме, Бернд Ульрих |

| 16 августа 2004 14:30 | Испания | 31:23 (13:12) | Исландия | Олимпийский комплекс «Фалиро» Судьи: Бор, Буй |
| 16 августа 2004 14:30 | Талант Дуйшебаев, Икер Ромеро — 5 Ион Белаустеги — 4 Хуанин Гарсия, Хавьер О’Каллагэн, Антонио Карлос Ортега, Хуан Перес — 3 Роландо Уриос, Фернандо Эрнандес — 2 Мануэль Колон — 1 | Голы          | Оулавюр Стефаунссон — 6 Эйнар Эдн Йоунссон — 5 Гудйон Валур Сигурдссон — 4 Снорри Стейнн Гудйоунссон — 3 Халески Гарсия, Сигфус Сигурдссон — 2 Роберт Гуннарссон — 1 | Олимпийский комплекс «Фалиро» Судьи: Бор, Буй |

| 18 августа 2004 11:30 | Исландия | 30:25 (10:10) | Словения | Олимпийский комплекс «Фалиро» Судьи: Мирослав Баум, Марек Гуральчик |
| 18 августа 2004 11:30 | Гудйон Валур Сигурдссон — 7 Халески Гарсия, Оулавюр Стефаунссон — 6 Роберт Гуннарссон — 4 Сигфус Сигурдссон, Снорри Стейнн Гудйоунссон — 2 Аусгейр Эдн Хадльгримссон, Гильфи Гильфасон, Рунар Сигтриггсон — 1 | Голы          | Сергей Рутенко — 10 Вид Кавтичник — 4 Лука Жвижей, Урош Зорман — 3 Алеш Пайович — 2, Матьяж Брумен, Андрей Кастелиц, Томаж Томшич — 1 | Олимпийский комплекс «Фалиро» Судьи: Мирослав Баум, Марек Гуральчик |

| 20 августа 2004 09:30 | Республика Корея                                                                                    | 34:30 (16:13) | Исландия | Олимпийский комплекс «Фалиро» Судьи: Драган Начевски, Марьян Начевски |
| 20 августа 2004 09:30 | Юн Гёнъсин — 12 Юн Кёнмин — 6 Пак Минчхоль — 5 Ли Джэу — 4 Ли Тиён, Пэк Вончхоль — 3 Ким Сунхён — 1 | Голы          | Оулавюр Стефаунссон — 10 Халески Гарсия — 6 Сигфус Сигурдссон — 5 Гильфи Гильфасон, Гудйон Валур Сигурдссон — 3 Дагур Сигурдссон, Рунар Сигтриггсон, Снорри Стейнн Гудйоунссон — 1 | Олимпийский комплекс «Фалиро» Судьи: Драган Начевски, Марьян Начевски |

| 22 августа 2004 19:30 | Россия | 34:30 (17:11) | Исландия | Олимпийский комплекс «Фалиро» Судьи: Бор, Буй |
| 22 августа 2004 19:30 | Алексей Растворцев — 10 Дмитрий Торгованов — 7 Эдуард Кокшаров — 6 Денис Кривошлыков, Александр Тучкин — 4 Виталий Иванов — 2 Михаил Чипурин — 1 | Голы          | Олафур Стефанссон — 10 Роберт Гуннарссон — 5 Аусгейр Эдн Хадльгримссон, Гудйон Валур Сигурдссон, Сигфус Сигурдссон — 3 Гильфи Гильфасон, Эйнар Эдн Йоунссон — 2 Халески Гарсия, Рунар Сигтриггсон — 1 | Олимпийский комплекс «Фалиро» Судьи: Бор, Буй |

Утешительные матчи
Матч за 9-е место
| 24 августа 2004 11:30 | Исландия | 29:25 (13:11) | Бразилия                    | Олимпийский комплекс «Фалиро» Судьи: Хассан, Али |
| 24 августа 2004 11:30 | Гудйон Валур Сигурдссон — 8 Халески Гарсия — 5 Олафур Стефанссон — 3 Роберт Гуннарссон, Роберт Сигхватссон, Сигфус Сигурдссон, Снорри Стейнн Гудйоунссон, Эйнар Эдн Йоунссон — 2 Аусгейр Эдн Хадльгримссон, Гильфи Гильфасон, Рунар Сигтриггсон — 1 | Голы          | Бруно Соуза, Ренато Руй — 6 | Олимпийский комплекс «Фалиро» Судьи: Хассан, Али |

### Спортивная гимнастика
Мужчины
| Спортсмен            | Вид                       | Снаряд         | Снаряд             | Снаряд | Снаряд | Снаряд              | Снаряд      | Квалификация | Квалификация | Финал     | Финал     |
| Спортсмен            | Вид                       | Опорный прыжок | Вольные упражнения | Конь   | Кольца | Параллельные брусья | Перекладина | Очки         | Место        | Очки      | Место     |
| -------------------- | ------------------------- | -------------- | ------------------ | ------ | ------ | ------------------- | ----------- | ------------ | ------------ | --------- | --------- |
| Рунар Александерссон | Индивидуальное многоборье | 8,887          | 8,700              | 9,737  | 9,162  | 9,312               | 9,000       | 54,798       | 35           | Не прошёл | Не прошёл |

| Снаряд | Спортсмен            | Квалификация | Квалификация | Финал | Финал |
| Снаряд | Спортсмен            | Очки         | Место        | Очки  | Место |
| ------ | -------------------- | ------------ | ------------ | ----- | ----- |
| конь   | Рунар Александерссон | 9,737        | 6 Q          | 9,725 | 7     |

### Лёгкая атлетика
Мужчины
| Дисциплина  | Спортсмен            | Предварительный раунд | Предварительный раунд | Полуфиналы | Полуфиналы | Финал     | Финал |
| Дисциплина  | Спортсмен            | Результат             | Место                 | Результат  | Место      | Результат | Место |
| ----------- | -------------------- | --------------------- | --------------------- | ---------- | ---------- | --------- | ----- |
| десятиборье | Йоун Аднар Магнуссон |                       |                       |            |            | 2480      | DNF   |

Женщины
| Дисциплина      | Спортсменка            | Предварительный раунд | Предварительный раунд | Финал     | Финал |
| Дисциплина      | Спортсменка            | Результат             | Место                 | Результат | Место |
| --------------- | ---------------------- | --------------------- | --------------------- | --------- | ----- |
| прыжки с шестом | Торей Эдда Элисдоуттир | 4.40                  | 10                    | 4.55      | 5     |

### Парусный спорт
Открытый класс
| Класс | Спортсмен          | Гонка | Гонка | Гонка | Гонка | Гонка | Гонка | Гонка | Гонка | Гонка | Гонка | Гонка | Очки  | Место |
| Класс | Спортсмен          | 1     | 2     | 3     | 4     | 5     | 6     | 7     | 8     | 9     | 10    | 11    | Очки  | Место |
| ----- | ------------------ | ----- | ----- | ----- | ----- | ----- | ----- | ----- | ----- | ----- | ----- | ----- | ----- | ----- |
| Лазер | Хафстейнн Гейрссон | 28    | 36    | 42    | 36    | 35    | DNF   | 39    | 38    | 40    | 35    | 15    | 344,0 | 40    |

### Плавание
Мужчины
| Спортсмен              | Соревнование        | Предварительные заплывы | Предварительные заплывы | Полуфиналы           | Полуфиналы           | Финал                | Финал                |
| Спортсмен              | Соревнование        | Результат               | Место                   | Результат            | Место                | Результат            | Место                |
| ---------------------- | ------------------- | ----------------------- | ----------------------- | -------------------- | -------------------- | -------------------- | -------------------- |
| Эдн Арнарсон           | 50 м вольным стилем | 23,84                   | 54                      | Завершил выступление | Завершил выступление | Завершил выступление | Завершил выступление |
| Хьёртюр Маур Рейниссон | 100 м баттерфляем   | 55,12                   | 42                      | Завершил выступление | Завершил выступление | Завершил выступление | Завершил выступление |
| Якоб Йоханн Свейнссон  | 100 м брассом       | 1:02,97                 | 23                      | Завершил выступление | Завершил выступление | Завершил выступление | Завершил выступление |
| Якоб Йоханн Свейнссон  | 200 м брассом       | 2:15,60                 | 21                      | Завершил выступление | Завершил выступление | Завершил выступление | Завершил выступление |

Женщины
| Спортсменка                  | Соревнование                | Предварительные заплывы | Предварительные заплывы | Полуфиналы            | Полуфиналы            | Финал                 | Финал                 |
| Спортсменка                  | Соревнование                | Результат               | Место                   | Результат             | Место                 | Результат             | Место                 |
| ---------------------------- | --------------------------- | ----------------------- | ----------------------- | --------------------- | --------------------- | --------------------- | --------------------- |
| Рагнхейдюр Рагнарсдоуттир    | 50 м вольным стилем         | 26,36                   | 31                      | Завершила выступление | Завершила выступление | Завершила выступление | Завершила выступление |
| Рагнхейдюр Рагнарсдоуттир    | 100 м вольным стилем        | 58,47                   | 40                      | Завершила выступление | Завершила выступление | Завершила выступление | Завершила выступление |
| Ирис Эдда Хеймисдоуттир      | 100 м брассом               | 1:15,35                 | 40                      | Завершила выступление | Завершила выступление | Завершила выступление | Завершила выступление |
| Кольбрун Ир Кристьянсдоуттир | 100 м баттерфляем           | 1:02,33                 | 31                      | Завершила выступление | Завершила выступление | Завершила выступление | Завершила выступление |
| Лара Хрюнд Бьяргарсдоуттир   | 200 м комплексным плаванием | 2:22,00                 | 27                      | Завершила выступление | Завершила выступление | Завершила выступление | Завершила выступление |